# Rot-Weiss Essen 1993-1994
Questa voce raccoglie le informazioni riguardanti il Rot-Weiss Essen nelle competizioni ufficiali della stagione 1993-1994.

## Stagione
Nella stagione 1993-1994 il Rot Weiss Essen, allenato da Jürgen Röber e Wolfgang Frank, concluse il campionato di 2. Bundesliga al 19º posto e fu retrocesso in Regionalliga. In Coppa di Germania il Rot Weiss Essen perse la finale con il Werder Brema.

## Rosa
| N. |                     | Ruolo | Calciatore        |
| -- | ------------------- | ----- | ----------------- |
|    | Germania (bandiera) | P     | Jochen Gramse     |
|    | Germania (bandiera) | P     | Frank Kurth       |
|    | Germania (bandiera) | D     | Roman Geszlecht   |
|    | Germania (bandiera) | D     | Mathias Jack      |
|    | Germania (bandiera) | D     | Frank Kontny      |
|    | Germania (bandiera) | D     | Oliver Pagé       |
|    | Germania (bandiera) | D     | Ingo Pickenäcker  |
|    | Germania (bandiera) | D     | Marc Schweiger    |
|    | Germania (bandiera) | D     | Marc Staubert     |
|    | Germania (bandiera) | D     | Kristian Zedi     |
|    | Germania (bandiera) | D     | Rudolf Zedi       |
|    | Ungheria (bandiera) | C     | Predrag Crnogaj   |
|    | Germania (bandiera) | C     | Christian Dondera |
|    | Germania (bandiera) | C     | Harald Kügler     |

| N. |                     | Ruolo | Calciatore      |
| -- | ------------------- | ----- | --------------- |
|    | Germania (bandiera) | C     | Jörg Lipinski   |
|    | Germania (bandiera) | C     | Jürgen Margref  |
|    | Germania (bandiera) | C     | Robert Reichert |
|    | Germania (bandiera) | C     | Gerd Schneider  |
|    | Germania (bandiera) | C     | Adrian Spyrka   |
|    | Germania (bandiera) | C     | Thomas Thiel    |
|    | Germania (bandiera) | C     | Mirko Vogt      |
|    | Croazia (bandiera)  | A     | Daouda Bangoura |
|    | Camerun (bandiera)  | A     | Olivier Djappa  |
|    | Germania (bandiera) | A     | Oliver Grein    |
|    | Germania (bandiera) | A     | Heiko Ueding    |
|    | Germania (bandiera) | A     | Jürgen Wegmann  |
|    | Germania (bandiera) | A     | Jens Wittke     |

## Organigramma societario
Area tecnica
- Allenatore: Wolfgang Frank
- Allenatore in seconda:
- Preparatore dei portieri:
- Preparatori atletici:

## Calciomercato

### Sessione estiva
| Acquisti | Acquisti       | Acquisti                 | Acquisti |
| R.       | Nome           | da                       | Modalità |
| -------- | -------------- | ------------------------ | -------- |
| P        | Jochen Gramse  | Homberg                  |          |
| D        | Mathias Jack   | Oldenburg                |          |
| C        | Adrian Spyrka  | Colonia                  |          |
| C        | Thomas Thiel   | 1. FC Wülfrath           |          |
| A        | Heiko Ueding   | Preußen Münster          |          |
| C        | Mirko Vogt     | Wuppertal                |          |
| A        | Jürgen Wegmann | Duisburg                 |          |
| A        | Jens Wittke    | Eisenhüttenstädter Stahl |          |

| Cessioni | Cessioni      | Cessioni        | Cessioni |
| R.       | Nome          | a               | Modalità |
| -------- | ------------- | --------------- | -------- |
| D        | Thomas Ridder | Wattenscheid 09 |          |

### Sessione invernale
| Acquisti | Acquisti | Acquisti | Acquisti |
| R.       | Nome     | da       | Modalità |
| -------- | -------- | -------- | -------- |

| Cessioni | Cessioni | Cessioni | Cessioni |
| R.       | Nome     | a        | Modalità |
| -------- | -------- | -------- | -------- |

## Risultati

### 2. Bundesliga

#### Girone di andata
| Arbitro: | Habermann |

|                                 |           |           |
| Grein 2’ Margref 34’ Wittke 52’ | Marcatori | 54’ Lange |

| Arbitro: | Merk |

|            |           |  |
| Pacult 35’ | Marcatori |  |

| Arbitro: | Schmidhuber |

|  |           |                         |
|  | Marcatori | 24’ Christians 61’ Wosz |

| Düsseldorf 14 agosto 1993, ore 15:30 CEST 4ª giornata | Wuppertal | 0 – 0 referto | Rot-Weiss Essen | Rheinstadion (15 000 spett.)\| Arbitro: \| Schäfer \| |
| Arbitro:                                              | Schäfer   |               |                 |                                                       |

| Essen 22 agosto 1993, ore 15:00 CEST 5ª giornata | Rot-Weiss Essen | 0 – 0 referto | St. Pauli | Georg-Melches-Stadion (11 000 spett.)\| Arbitro: \| Amerell \| |
| Arbitro:                                         | Amerell         |               |           |                                                                |

| Arbitro: | Hauer |

|                      |           |  |
| Peschke 48’ Hahn 84’ | Marcatori |  |

| Arbitro: | Weise |

|                                        |           |  |
| Margref 14’ Geszlecht 55’ Lipinski 79’ | Marcatori |  |

| Arbitro: | Osmers |

|                                     |           |                                           |
| Gries 53’ Schmöller 64’ Wollitz 76’ | Marcatori | 18’ Kügler 20’, 44’ Lipinski 49’ Bangoura |

| Arbitro: | Führer |

|                          |           |  |
| Dondera 44’ Bangoura 90’ | Marcatori |  |

| Arbitro: | Holz |

|                     |           |                        |
| Holze 39’ Reich 78’ | Marcatori | 4’ Kügler 87’ Bangoura |

| Arbitro: | Buchhart |

|                                       |           |                                  |
| Dondera 10’ Lipinski 44’ Bangoura 71’ | Marcatori | 19’ Mushinka 56’ Linke 60’ Simon |

| Arbitro: | Steinborn |

|                    |           |           |
| Veit 8’ Köhler 87’ | Marcatori | 62’ Grein |

| Arbitro: | Haupt |

|                                               |           |            |
| Dondera 5’ Grein 15’ Margref 25’ Lipinski 36’ | Marcatori | 56’ Helmer |

| Arbitro: | Müller |

|  |           |                           |
|  | Marcatori | 31’ Lipinski 72’ Bangoura |

| Arbitro: | Ratzek |

|                       |           |  |
| Molata 52’ Wittke 73’ | Marcatori |  |

| Essen 14 novembre 1993, ore 15:00 CET 16ª giornata | Rot-Weiss Essen | 0 – 0 referto | Kickers Stoccarda | Georg-Melches-Stadion (8 300 spett.)\| Arbitro: \| Koop \| |
| Arbitro:                                           | Koop            |               |                   |                                                            |

| Arbitro: | Wagner |

|                  |           |                        |
| Rusayev 27’, 29’ | Marcatori | 15’ Grein 83’ Bangoura |

| Essen 26 novembre 1993, ore 19:30 CET 18ª giornata | Rot-Weiss Essen | 0 – 0 referto | Magonza | Georg-Melches-Stadion (6 324 spett.)\| Arbitro: \| Brandt-Chollé \| |
| Arbitro:                                           | Brandt-Chollé   |               |         |                                                                     |

| Arbitro: | Strigel |

|                     |           |  |
| Milde 42’ Groth 90’ | Marcatori |  |

#### Girone di ritorno
| Arbitro: | Hofmann |

|                                       |           |            |
| Krätzer 28’ Wynalda 47’ Stickroth 87’ | Marcatori | 43’ Spyrka |

| Arbitro: | Kemmling |

|             |           |                                                         |
| Dondera 30’ | Marcatori | 18’ Pacult 31’ Störzenhofecker 49’ Seeliger 84’ Winkler |

| Arbitro: | Buchhart |

|                      |           |  |
| Wegmann 71’ Wosz 80’ | Marcatori |  |

| Essen 12 marzo 1994, ore 15:30 CET 23ª giornata | Rot-Weiss Essen | 0 – 0 referto | Wuppertal | Georg-Melches-Stadion (8 646 spett.)\| Arbitro: \| Kiefer \| |
| Arbitro:                                        | Kiefer          |               |           |                                                              |

| Arbitro: | Haupt |

|           |           |  |
| Marin 15’ | Marcatori |  |

| Arbitro: | Werthmann |

|  |           |                          |
|  | Marcatori | 22’ Bittengel 82’ Laeßig |

| Arbitro: | Wippermann |

|  |           |             |
|  | Marcatori | 58’ Dondera |

| Arbitro: | Schäfer |

|                       |           |  |
| Spyrka 84’ Djappa 89’ | Marcatori |  |

| Arbitro: | Fandel |

|                     |           |                        |
| Epp 12’ Kirsten 76’ | Marcatori | 39’ Spyrka 62’ Dondera |

| Arbitro: | Leimert |

|  |           |            |
|  | Marcatori | 28’ Winter |

| Arbitro: | Kuhne |

|             |           |             |
| Freiler 32’ | Marcatori | 52’ Dondera |

| Arbitro: | Assenmacher |

|  |           |            |
|  | Marcatori | 86’ Gerber |

| Arbitro: | Fleischer |

|                      |           |          |
| Deters 25’ Bujan 74’ | Marcatori | 62’ Jack |

| Arbitro: | Brandt-Chollé |

|                     |           |  |
| Kurth 58’ Thiel 90’ | Marcatori |  |

| Arbitro: | Frey |

|  |           |                                                                       |
|  | Marcatori | 8’ (aut.) Geszlecht 24’ Akpoborie 42’ Molata 46’ Holetschek 55’ Weber |

| Arbitro: | Wippermann |

|                                     |           |                |
| Flock 44’ Moutas 62’, 75’ Bobic 86’ | Marcatori | 6’, 41’ Djappa |

| Arbitro: | Ratzek |

|                                      |           |                                                        |
| Kurth 23’, 82’ Kontny 28’ Djappa 66’ | Marcatori | 8’, 77’ Muschiol 12’, 65’ Hey 71’ Schröder 78’ Rusayev |

| Arbitro: | Hauer |

|           |           |            |
| Buvač 89’ | Marcatori | 54’ Ueding |

| Arbitro: | Leimert |

|  |           |                            |
|  | Marcatori | 8’ Weise 87’ Breitenreiter |

### Coppa di Germania
| Arbitro: | Willems |

|                                |           |                                   |
| Scharf 61’ Lipinski 66’ (aut.) | Marcatori | 8’ Grein 37’ Bangoura 68’ Dondera |

| Arbitro: | Dardenne |

|                                 |           |                  |
| Geszlecht 67’, 99’ Bangoura 72’ | Marcatori | 11’, 55’ Driller |

| Arbitro: | Aust |

|                                                       |           |                       |
| Kügler 3’ Lipinski 39’ (rig.) Margref 58’ Wegmann 84’ | Marcatori | 47’ Wohlert 61’ Papic |

| Arbitro: | Zerr |

|                                                             |                      |                                                              |
| Wittke Penzel Szangolies Akpoborie Gütschow Bliss Schreiber | Tiri di rigore 5 – 6 | Lipinski Pickenäcker Spyrka Kügler Wegmann Bangoura Reichert |

| Arbitro: | Osmers |

|                          |           |  |
| Bangoura 27’ Margref 66’ | Marcatori |  |

| Arbitro: | Amerell |

|                                              |           |              |
| Beiersdorfer 17’ Herzog 38’ Rufer 88’ (rig.) | Marcatori | 50’ Bangoura |

## Statistiche

### Statistiche di squadra
| Competizione      | Punti | In casa | In casa | In casa | In casa | In casa | In casa | In trasferta | In trasferta | In trasferta | In trasferta | In trasferta | In trasferta | Totale | Totale | Totale | Totale | Totale | Totale | DR  |
| Competizione      | Punti | G       | V       | N       | P       | Gf      | Gs      | G            | V            | N            | P            | Gf           | Gs           | G      | V      | N      | P      | Gf     | Gs     | DR  |
| ----------------- | ----- | ------- | ------- | ------- | ------- | ------- | ------- | ------------ | ------------ | ------------ | ------------ | ------------ | ------------ | ------ | ------ | ------ | ------ | ------ | ------ | --- |
| 2. Bundesliga     | 29    | 19      | 6       | 5       | 8       | 24      | 28      | 19           | 3            | 6            | 10           | 20           | 32           | 38     | 9      | 11     | 18     | 44     | 60     | -16 |
| Coppa di Germania | -     | 3       | 3       | 0       | 0       | 9       | 4       | 3            | 1            | 1            | 1            | 4            | 5            | 6      | 4      | 1      | 1      | 13     | 9      | +4  |
| Totale            | 29    | 22      | 9       | 5       | 8       | 33      | 32      | 22           | 4            | 7            | 11           | 24           | 37           | 44     | 13     | 12     | 19     | 57     | 69     | -12 |

### Andamento in campionato
| Giornata  | 1 | 2 | 3  | 4  | 5  | 6  | 7  | 8 | 9 | 10 | 11 | 12 | 13 | 14 | 15 | 16 | 17 | 18 | 19 | 20 | 21 | 22 | 23 | 24 | 25 | 26 | 27 | 28 | 29 | 30 | 31 | 32 | 33 | 34 | 35 | 36 | 37 | 38 |
| --------- | - | - | -- | -- | -- | -- | -- | - | - | -- | -- | -- | -- | -- | -- | -- | -- | -- | -- | -- | -- | -- | -- | -- | -- | -- | -- | -- | -- | -- | -- | -- | -- | -- | -- | -- | -- | -- |
| Luogo     | C | T | C  | T  | C  | T  | C  | T | C | T  | C  | T  | C  | T  | T  | C  | T  | C  | T  | T  | C  | T  | C  | T  | C  | T  | C  | T  | C  | T  | C  | T  | C  | C  | T  | C  | T  | C  |
| Risultato | V | P | P  | N  | N  | P  | V  | V | V | N  | N  | P  | V  | V  | P  | N  | N  | N  | P  | P  | P  | P  | N  | P  | P  | V  | V  | N  | P  | N  | P  | P  | V  | P  | P  | P  | N  | P  |
| Posizione | 3 | 9 | 14 | 14 | 14 | 17 | 14 | 9 | 6 | 5  | 6  | 10 | 7  | 5  | 7  | 8  | 5  | 7  | 11 | 13 | 15 | 17 | 17 | 19 | 19 | 17 | 15 | 15 | 16 | 18 | 19 | 19 | 19 | 19 | 19 | 19 | 19 | 19 |

Legenda:

Luogo: C = Casa; T = Trasferta. Risultato: V = Vittoria; N = Pareggio; P = Sconfitta.

### Statistiche dei giocatori
| Giocatore      | 2. Bundesliga | 2. Bundesliga | 2. Bundesliga | 2. Bundesliga | Coppa di Germania | Coppa di Germania | Coppa di Germania | Coppa di Germania | Totale   | Totale | Totale      | Totale     |
| Giocatore      | Presenze      | Reti          | Ammonizioni   | Espulsioni    | Presenze          | Reti              | Ammonizioni       | Espulsioni        | Presenze | Reti   | Ammonizioni | Espulsioni |
| -------------- | ------------- | ------------- | ------------- | ------------- | ----------------- | ----------------- | ----------------- | ----------------- | -------- | ------ | ----------- | ---------- |
| D. Bangoura    | 31            | 6             | 2             | 0             | 6                 | 4                 | 1                 | 0                 | 37       | 10     | 3           | 0          |
| P. Crnogaj     | 3             | 0             | 0             | 0             | 0                 | 0                 | 0                 | 0                 | 3        | 0      | 0           | 0          |
| O. Djappa      | 18            | 4             | 0             | 1             | 1                 | 0                 | 1                 | 0                 | 19       | 4      | 1           | 1          |
| C. Dondera     | 38            | 7             | 3             | 0             | 5                 | 1                 | 1                 | 0                 | 43       | 8      | 4           | 0          |
| R. Geszlecht   | 19            | 1             | 5             | 0             | 4                 | 2                 | 1                 | 0                 | 23       | 3      | 6           | 0          |
| J. Gramse      | 2             | 0             | 0             | 0             | 0                 | 0                 | 0                 | 0                 | 2        | 0      | 0           | 0          |
| O. Grein       | 33            | 4             | 7             | 0             | 6                 | 1                 | 1                 | 0                 | 39       | 5      | 8           | 0          |
| M. Jack        | 33            | 1             | 10            | 2             | 6                 | 0                 | 0                 | 0                 | 39       | 1      | 10          | 2          |
| F. Kontny      | 11            | 1             | 2             | 0             | 1                 | 0                 | 0                 | 0                 | 12       | 1      | 2           | 0          |
| F. Kurth       | 36            | 3             | 1             | 0             | 6                 | 0                 | 0                 | 0                 | 42       | 3      | 1           | 0          |
| H. Kügler      | 16            | 2             | 4             | 0             | 4                 | 1                 | 0                 | 0                 | 20       | 3      | 4           | 0          |
| J. Lipinski    | 36            | 6             | 6             | 0             | 6                 | 1                 | 2                 | 0                 | 42       | 7      | 8           | 0          |
| J. Margref     | 31            | 3             | 4             | 0             | 6                 | 2                 | 1                 | 0                 | 37       | 5      | 5           | 0          |
| O. Pagé        | 0             | 0             | 0             | 0             | 0                 | 0                 | 0                 | 0                 | 0        | 0      | 0           | 0          |
| I. Pickenäcker | 25            | 0             | 7             | 1             | 6                 | 0                 | 3                 | 0                 | 31       | 0      | 10          | 1          |
| R. Reichert    | 25            | 0             | 3             | 0             | 6                 | 0                 | 0                 | 0                 | 31       | 0      | 3           | 0          |
| G. Schneider   | 2             | 0             | 0             | 0             | 0                 | 0                 | 0                 | 0                 | 2        | 0      | 0           | 0          |
| M. Schweiger   | 3             | 0             | 0             | 1             | 0                 | 0                 | 0                 | 0                 | 3        | 0      | 0           | 1          |
| A. Spyrka      | 31            | 3             | 5             | 1             | 5                 | 0                 | 1                 | 0                 | 36       | 3      | 6           | 1          |
| M. Staubert    | 6             | 0             | 0             | 0             | 0                 | 0                 | 0                 | 0                 | 6        | 0      | 0           | 0          |
| T. Thiel       | 16            | 1             | 4             | 0             | 1                 | 0                 | 0                 | 0                 | 17       | 1      | 4           | 0          |
| H. Ueding      | 20            | 1             | 1             | 2             | 3                 | 0                 | 0                 | 0                 | 23       | 1      | 1           | 2          |
| M. Vogt        | 15            | 0             | 2             | 0             | 1                 | 0                 | 0                 | 0                 | 16       | 0      | 2           | 0          |
| J. Wegmann     | 5             | 0             | 0             | 0             | 2                 | 1                 | 0                 | 0                 | 7        | 1      | 0           | 0          |
| J. Wittke      | 8             | 1             | 0             | 1             | 0                 | 0                 | 0                 | 0                 | 8        | 1      | 0           | 1          |
| K. Zedi        | 24            | 0             | 4             | 0             | 2                 | 0                 | 0                 | 0                 | 26       | 0      | 4           | 0          |
| R. Zedi        | 1             | 0             | 0             | 0             | 1                 | 0                 | 0                 | 0                 | 2        | 0      | 0           | 0          |